# El coleccionista (película de 1965)
El coleccionista es una película dirigida por William Wyler en 1965. Fue una coproducción entre el Reino Unido y los Estados Unidos, basada en la novela homónima de John Fowles.

## Argumento
Freddie (Terence Stamp) es un joven tímido e introvertido, que colecciona mariposas. En la calle observa a una joven, Miranda (Samantha Eggar), estudiante de arte, que le gusta. La sigue a diario con su automóvil, estudiando sus horarios, hasta que un día consigue raptarla sin llamar la atención. La lleva a una casa aislada en el campo y la encierra en un sótano que ha preparado a tal efecto. Miranda, asustada y desesperada, intenta en vano escapar de su secuestrador, llegando incluso a intentar seducirle con la esperanza de que así la deje en libertad.

## Premios
La película tuvo tres candidaturas a los Oscar en las categorías de Mejor Director, Mejor Actriz (Samantha Eggar) y Mejor Guion Adaptado.
- Datos: Q627157